# Sainte-Consorce
Sainte-Consorce é uma comuna francesa na região administrativa de Auvérnia-Ródano-Alpes, no departamento de Ródano. Estende-se por uma área de 5,81 km², com 1 608 habitantes, segundo os censos de 1999, com uma densidade de 276 hab/km².